# Уцехув (Великопольське воєводство)
Уцехув (пол. Uciechów, нім. Bartschweide) — село в Польщі, у гміні Одолянув Островського повіту Великопольського воєводства.
Населення — 1009 осіб (2011).

## Демографія
Демографічна структура станом на 31 березня 2011 року:
|          | Загалом | Допрацездатний вік | Працездатний вік | Постпрацездатний вік |
| -------- | ------- | ------------------ | ---------------- | -------------------- |
| Чоловіки | 493     | 114                | 342              | 37                   |
| Жінки    | 516     | 116                | 310              | 90                   |
| Разом    | 1009    | 230                | 652              | 127                  |